# ليزلي كلاين
ليزلي كلاين (بالإنجليزية: Leslie Klein)‏ هي راكبة الكنو أمريكية، ولدت في 20 ديسمبر 1954.

## وصلات خارجية
- ليزلي كلاين على موقع أوليمبيديا (الإنجليزية)